# Beron Gyula
Beron Gyula (Alsóbaucár, 1885. június 6. – Budapest, 1971. július 20.) festő, grafikus.

## Életútja
Beron Antal és Deutsch Netti fiaként született izraelita vallású családban. Tanulmányait a budapesti József Nádor Műegyetemen végezte, ahol előbb a vegyész, majd az építőmérnöki osztályon tanult. Ezután a Mintarajziskola hallgatója lett 1905 és 1909 között, ahol mesterei Hegedüs László, Edvi Illés Aladár és Olgyai Viktor voltak. 1909-től 1911-ig a Képzőművészeti Főiskolán tanult, szintén Olgyai Viktornál. 1909-től állította ki műveit itthon és külföldön, melyek főként rajzok, akvarellek, rézkarcok voltak. Számos díjat is nyert eme tárlatokon. 1913-ban a Magyar Akvarell- és Pasztellfestők kiállításán állami alakrajz-díjjal jutalmazták, amit 1919-ben és 1928-ban újfent elnyert. Híd című rézkarca volt első komoly művészi sikere. 1925 és 1935 között Franciaországban, itt készült műveit többször is láthatta a francia közönség. Tanított az Atelier tervezőiskolában, majd 1945 után fáradhatatlanul az újjáépülő országot örökítette meg, sorra végigjárva a nagy építkezéseket, az új városokat. 1947-ben megkapta a Szinyei Társaság grafikai díját.
Felesége Gutmann Éva (1893–1962) volt, Gutmann András és Móritz Terézia lánya, akivel 1922. augusztus 26-án Budapesten, a Józsefvárosban kötött házasságot.

## Kiállításai

### Egyéni kiállításai
- 1920, 1921 • Ernst Múzeum, Budapest [Iványi Grünwald Bélával, Koszta Józseffel, Szőnyi Istvánnal]
- 1970 • Dürer Terem, Budapest

### Válogatott csoportos kiállításai
- 1916-tól • Akvarell- és Pasztellfestők Egyesülete kiállítása, Nemzeti Szalon, Budapest.